# Округ Гарза (Тексас)
Округ Гарза (енгл. Garza County) је округ у америчкој савезној држави Тексас. По попису из 2010. године број становника је 6.461.

## Демографија
Према попису становништва из 2010. у округу је живело 6.461 становника, што је 1.589 (32,6%) становника више него 2000. године.
| Група             | 2000.         | 2010.         |
| Белци             | 2.760 (56,7%) | 2.962 (45,8%) |
| Афроамериканци    | 234 (4,8%)    | 420 (6,5%)    |
| Азијати           | 4 (0,1%)      | 8 (0,1%)      |
| Хиспаноамериканци | 1.810 (37,2%) | 3.046 (47,1%) |
| Укупно            | 4.872         | 6.461         |